# Norwood Avenue
Norwood Avenue – stacja metra nowojorskiego, na linii J i Z. Znajduje się w dzielnicy Brooklyn, w Nowym Jorku i zlokalizowana jest pomiędzy stacjami Crescent Street i Cleveland Street. Została otwarta 30 maja 1893.